# 이자벨 블레

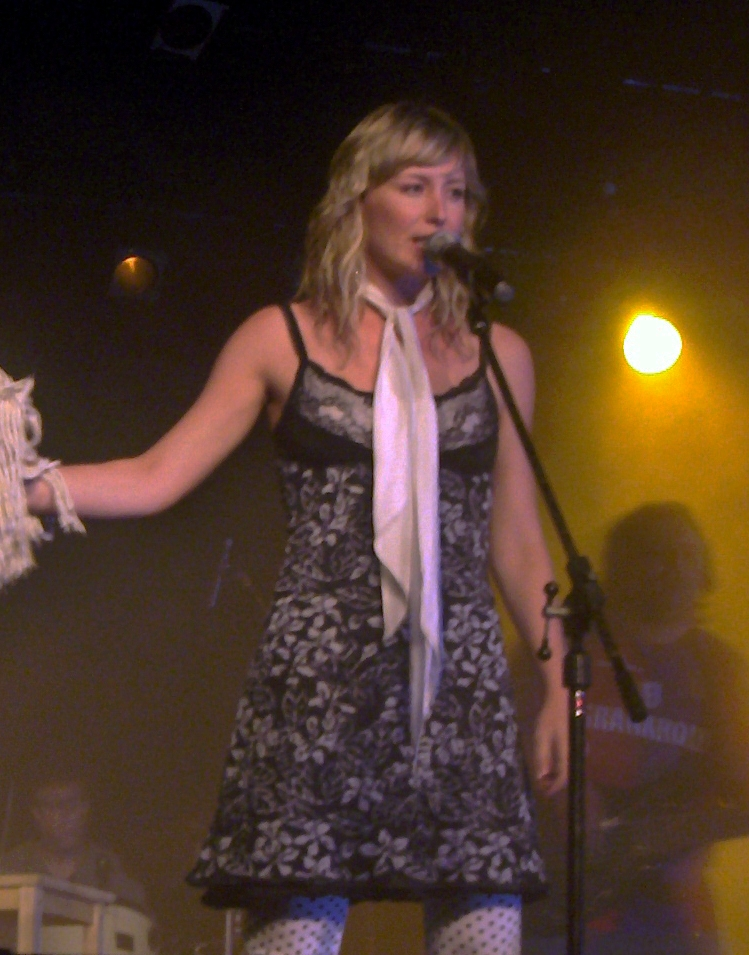

이자벨 블레(프랑스어: Isabelle Blais, 1975년 1월 1일 ~ )는 캐나다의 배우이다.
트루아리비에르에서 태어났다.

## 영화
- 르 니드 (2018년)
- 블루 썬더 (2015년)
- 안토니 에 마리 (2014년)
- 더 하이 코스트 오브 리빙 (2010년) - 나탈리 역
- 보더라인 (2008년) - 키키 역
- 생 마르티르의 저주 (2005년)
- 휴먼 트래픽킹 (2005년) - 헬레나 역
- 야만적 침략 (2003년)
- 세비지 메시아 (2002년)
- 컨페션 (2002년)
- 마들렌(영어판) (1999년)